# Stefankowice-Kolonia
Stefankowice-Kolonia (prononciation : [stɛfaŋkɔˈvit͡sɛ kɔˈlɔɲa]) est un village polonais de la gmina de Hrubieszów dans le powiat de Hrubieszów de la voïvodie de Lublin dans l'est de la Pologne, à la frontière avec l'Ukraine.
Il se situe à environ 12 kilomètres au nord de Hrubieszów (siège de la gmina et du powiat) et 86 kilomètres au sud-est de Lublin (capitale de la voïvodie).
Le village comptait approximativement une population de 289 habitants en 2004.

## Histoire
De 1975 à 1998, le village est attaché administrativement à la voïvodie de Zamość.

Depuis 1999, il fait partie de la voïvodie de Lublin.